# Alessandro Bonaventura
Alessandro Bonaventura (11 de abril de 1643 - Roma, 7 de febrero de 1721) fue un clérigo italiano, limosnero apostólico y obispo titular de Nacianzo.

## Biografía
Alessandro Bonaventura nació el 11 de abril de 1643. Inició la carrera eclesiástica a muy temprana edad, fue ordenado sacerdote en 1666. El 23 de febrero de 1711, el papa Clemente XI le nombró limosnero apostólico, al tiempo que le concedía el título de obispo de Nacianzo, cargos que ocuparía hasta su muerte. Fue consagrado obispo por el cardenal Fabrizio Paolucci al día siguiente de su nombramiento. Ayudó a Lucía Filippini a establecer una comunidad de Maestras Pías en Roma y acogió bajo su protección la nueva congregación por mandato del papa. Murió el 7 de febrero de 1721.